# Amblard de Noailles
 (octobre 2024).
Amblard, vicomte de Noailles, est un officier et historien français.

## Biographie
Amblard Marie Raymond Amédée de Noailles est le fils d'Alfred, comte de Noailles, et de Pauline de Beaumont, ainsi que le petit-fils de Louis Joseph Alexis de Noailles. Marié avec Suzanne de Gourjault (petite-fille de Louis-Catherine Bergevin), il est le beau-père du duc Auguste de La Force.
Élève de l'École militaire de Saint-Cyr (promotion 1876-1878), il est capitaine au 8e bataillon de chasseurs à pied puis chef de bataillon au 26e régiment d'infanterie territoriale.

## Œuvres
- La mère du Grand Condé (1924)
- Souvenirs d'Amérique et d'Orient (1920)
- Marins et soldats français en Amérique pendant la guerre de l'indépendance des États-Unis (1778-1783) (1903)
- Les anglais en Égypte, aperçu de la situation (1898)
- Mgr Macaire, création du patriarcat copte en 1895, ambassade auprès de Ménélik en 1896 (1897)

## Sources
- Qui êtes-vous? Annuaire des contemporains; notices biographiques, 1924
- The New International Encyclopædia. Volume 17, 1930